# Fahed Al-Hajri
Fahed Al-Hajri (in arabo فهد الهاجري‎?; Al Kuwait, 10 novembre 1991) è un calciatore kuwaitiano, difensore del Kuwait SC della Nazionale kuwaitiana.

## Carriera

### Nazionale
Ha esordito con nazionale kuwaitiana il 16 ottobre 2012 contro le Filippine.

## Statistiche

### Cronologia presenze e reti in nazionale
| Cronologia completa delle presenze e delle reti in nazionale ― Suriname | Cronologia completa delle presenze e delle reti in nazionale ― Suriname | Cronologia completa delle presenze e delle reti in nazionale ― Suriname | Cronologia completa delle presenze e delle reti in nazionale ― Suriname | Cronologia completa delle presenze e delle reti in nazionale ― Suriname | Cronologia completa delle presenze e delle reti in nazionale ― Suriname | Cronologia completa delle presenze e delle reti in nazionale ― Suriname | Cronologia completa delle presenze e delle reti in nazionale ― Suriname |
| Data                                                                    | Città                                                                   | In casa                                                                 | Risultato                                                               | Ospiti                                                                  | Competizione                                                            | Reti                                                                    | Note                                                                    |
| ----------------------------------------------------------------------- | ----------------------------------------------------------------------- | ----------------------------------------------------------------------- | ----------------------------------------------------------------------- | ----------------------------------------------------------------------- | ----------------------------------------------------------------------- | ----------------------------------------------------------------------- | ----------------------------------------------------------------------- |
| 19-11-2019                                                              | Thimphu                                                                 | Nepal                                                                   | 0 – 1                                                                   | Kuwait                                                                  | Qual. Mondiali 2022                                                     | -                                                                       |                                                                         |
| Totale                                                                  |                                                                         | Presenze                                                                | 1                                                                       |                                                                         | Reti                                                                    | 0                                                                       |                                                                         |